# (73896) 1997 EG35
(73896) 1997 EG35 – planetoida z pasa głównego asteroid okrążająca Słońce w ciągu 3,53 lat w średniej odległości 2,32 j.a. Odkryta 4 marca 1997 roku.